# دانييلي باديلي

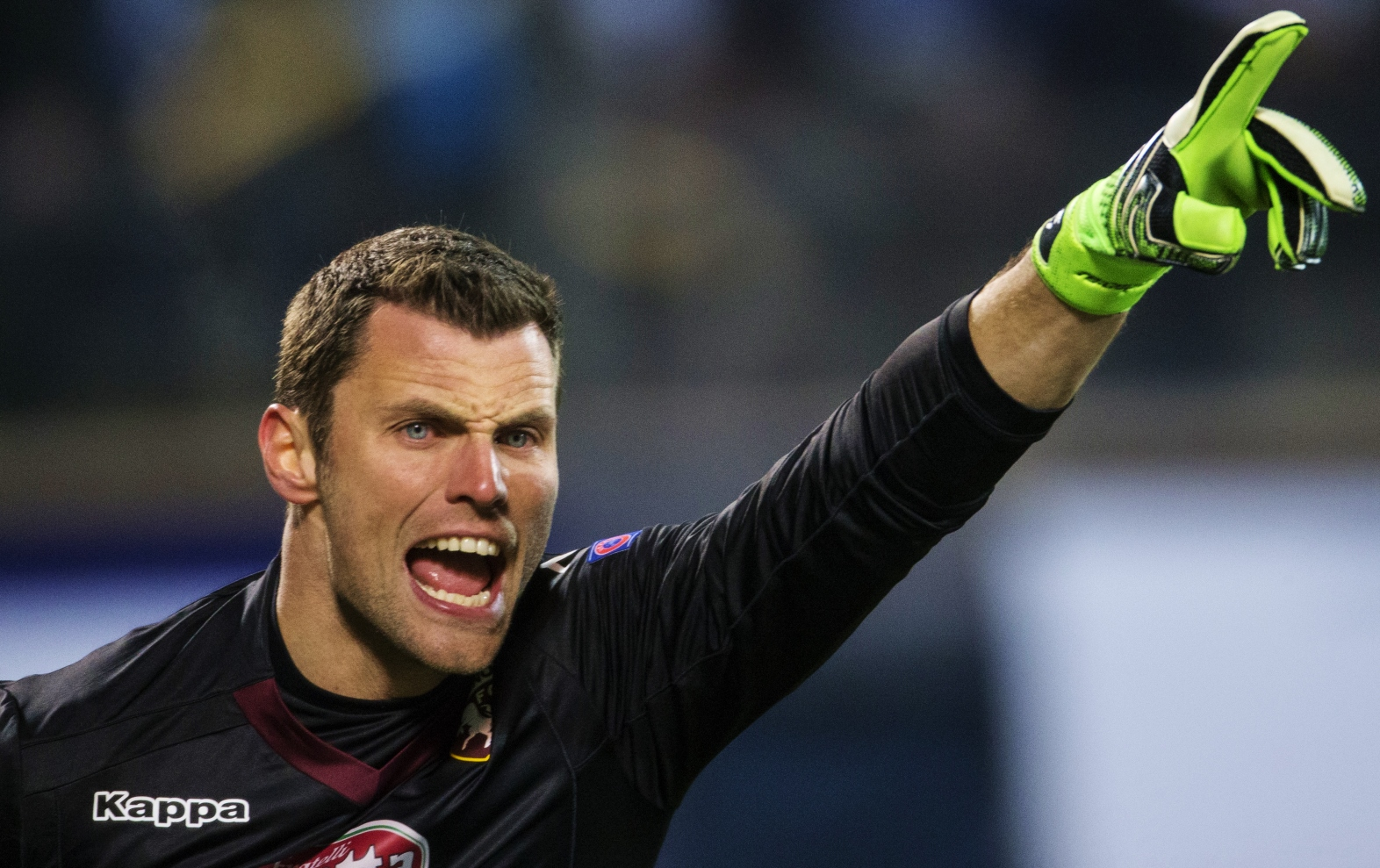

دانييلي باديلي (بالإيطالية: Daniele Padelli)‏ (مواليد 25 أكتوبر 1985 في ليكو - إيطاليا) لاعب كرة قدم إيطالي يلعب حاليا لصالح نادي الدرجة الأولى باري الإيطالي منذ 2009 في مركز حارس مرمى .

## روابط خارجية
- دانييلي باديلي على موقع الاتحاد الأوربي (الإنجليزية)
- دانييلي باديلي على موقع قاعدة بيانات كرة القدم.إي يو (الإنجليزية)
- دانييلي باديلي على موقع ليكيب (الفرنسية)
- دانييلي باديلي على موقع Soccerbase.com (لاعب) (الإنجليزية)
- دانييلي باديلي على موقع Soccerway.com (الإنجليزية)
- دانييلي باديلي على موقع عالم كرة القدم.نت (الإنجليزية)
- دانييلي باديلي على موقع كووورة
- دانييلي باديلي على موقع AS.com (الإسبانية)